# Nabu-szuma-iszkun
Nabu-szuma-iszkun (akad. Nabû-šuma-iškun, tłum. „(bóg) Nabu dostarczył imię”) – król Babilonii, wywodzący się z południowej części kraju znanej pod nazwą Kraju Nadmorskiego; następca Eriba-Marduka; panował w latach 760-748 p.n.e.
Według współczesnych mu źródeł z Borsippy mieszkańcy tego miasta przeżywali ciężkie chwile będąc zmuszonymi bronić siebie i swej ziemi przed atakami ze strony innych Babilończyków. Czasem sytuacja była tak poważna, że zwyczajowe procesje posągów bóstw nie mogły mieć miejsca. Może to wskazywać na okres zamieszek i związanego z nimi bezprawia w Babilonii za rządów tego władcy.